# 武安拉面
武安拉面是河北邯郸武安具有邯郸市本地特色的面食小吃。与其他的邯郸菜系，构成了邯郸主要有十大名小吃。

## 起源
武安拉面起始于清末民初，由当时的武安本地的一对兄弟二人创制，后来，一人留在武安本地经营，一人去了山西。

## 作法
武安拉面主要讲究的是和麵的手法，首先和麵时，必须要在水里加少许的食盐，并且还要搅拌均匀，做到一边到水，一边和麵，一直做到让麵的软硬度适中为好；其次，在和好的麵上面盖一湿布，这样的目的是让麵醒十多分钟；最后就是绕麵、让麵的本身起到光滑、软硬适中的作用，再用擀麵杖擀成圆饼形状，用刀切条，散开，根据个人的喜好将麵切的或窄或宽，切好后把麵条拉开下锅即可。